# Phyllostomidae
Famille
Phyllostomidae est une famille de chauves-souris d'Amérique qui compte environ 143 espèces réparties en 49 genres.

## Liste des sous-familles
Elle est classiquement divisée en 7 ou 8 sous-familles :
Selon ITIS:
- sous-famille Brachyphyllinae Gray, 1866
- sous-famille Carolliinae Miller, 1924
- sous-famille Desmodontinae Bonaparte, 1845 - vampires
- sous-famille Glossophaginae Bonaparte, 1845 - nectarivore au long museau et à la longue langue
- sous-famille Lonchophyllinae Griffiths, 1982
- sous-famille Phyllonycterinae Miller, 1907
- sous-famille Phyllostominae Gray, 1825
- sous-famille Stenodermatinae Gervais, 1856

Selon MSW:
- sous-famille Brachyphyllinae
- sous-famille Carolliinae
- sous-famille Desmodontinae
- sous-famille Glossophaginae
- sous-famille Phyllonycterinae
- sous-famille Phyllostominae
- sous-famille Stenodermatinae